# Alberto Fernández Blanco
Pour les articles homonymes, voir Alberto Fernández, Fernández et Blanco.
Alberto Fernández Blanco est un coureur cycliste espagnol, né le 15 janvier 1955 à Cuena (Cantabrie) et mort dans un accident de la circulation le 14 décembre 1984 près d’Aranda de Duero. Il fut professionnel de 1978 à 1984. Son fils Alberto Fernández Sainz a été professionnel de 2008 à 2016.

## Biographie
Il a remporté près de 30 victoires durant sa carrière, brisée par un accident de la route au cours duquel il a perdu la vie ainsi que son épouse, laissant son jeune fils et futur coureur Alberto Jr orphelin.
En 1985, pour un hommage à titre posthume, l'organisation du Tour d'Espagne a décidé de baptiser le col franchi le plus haut de chaque édition comme la Cima Alberto Fernández en son honneur.

## Palmarès

### Palmarès amateur
- 1975
  - Subida a Gorla

### Palmarès professionnel
- 1978
  - 2e du Tour des vallées minières
  - 8e de la Semaine catalane

- 1979
  - Classement général du Tour des Asturies
  - 3e de la Clásica de Sabiñánigo

- 1980
  - 4e étape de la Costa del Azahar
  - Tour du Pays basque :
    - Classement général
    - 5eb étape (contre-la-montre)

  - 3e étape du Tour de Cantabrie
  - Tour des vallées minières :
    - Classement général
    - 3ea étape

- 1981
  - Tour des Trois Provinces :
    - Classement général
    - 4eb étape (contre-la-montre)

  - 2eb étape de la Semaine catalane (contre-la-montre)
  - Tour des vallées minières :
    - Classement général
    - 3ea étape

  - Tour de Castille :
    - Classement général
    - Prologue et 4e étape

  - 2e du Tour de La Rioja
  - 3e de la Semaine catalane
  - 3e de l'Escalade de Montjuïc

- 1982
  - 3e étape du Tour méditerranéen (contre-la-montre)
  - 1re étape du Tour du Pays basque
  - Tour de Catalogne :
    - Classement général
    - 8ea étape (contre-la-montre)

  - 3e et 4eb (contre-la-montre) étapes du Tour de Burgos
  - 3e du Tour d'Andalousie
  - 8e de Paris-Nice
  - 10e du Tour de France

- 1983
  - Semaine catalane :
    - Classement général
    - 2e étape

  - 5e étape du Tour d'Espagne
  - 6e et 17e étapes du Tour d'Italie
  - Subida a Arrate :
    - Classement général
    - 1re et 2e étapes

  - 3e du Tour d'Espagne
  - 3e du Tour d'Italie
  - 5e de Tirreno-Adriatico

- 1984
  - 3e et 4e étapes du Tour des Asturies
  - Trofeo Masferrer
  - 2e du Tour d'Espagne
  - 2e du Tour des Asturies

### Résultats sur les grands tours

#### Tour de France
3 participations
- 1980 : 25e
- 1981 : 21e
- 1982 : 10e

#### Tour d'Espagne
5 participations
- 1978 : 19e
- 1979 : 14e
- 1982 : 15e
- 1983 : 3e, vainqueur de la 5e étape,  maillot amarillo pendant 3 jours
- 1984 : 2e

#### Tour d'Italie
2 participations
- 1983 : 3e, vainqueur des 6e et 17e étapes
- 1984 : 19e